# Niwy (powiat sępoleński)
Niwy (niem. Blumfelde) – wieś w Polsce położona w województwie kujawsko-pomorskim, w powiecie sępoleńskim, w gminie Kamień Krajeński. W pobliżu Jezioro Niwskie.
W latach 1950–1975 miejscowość administracyjnie należała do tzw. dużego województwa bydgoskiego, a w latach 1975–1998 do tzw. małego województwa bydgoskiego. Według Narodowego Spisu Powszechnego (III 2011 r.) liczyła 146 mieszkańców. Jest jedenastą co do wielkości miejscowością gminy Kamień Krajeński.
W okresie międzywojennym w miejscowości stacjonowała placówka Straży Granicznej I linii „Niwy”.

## Historia
Dokument lokacyjny dla Niw wystawił 15 listopada 1354 roku w Człuchowie wielki mistrz Winryk von Kniprode, odbiorcami dokumentu, w których ustalono powinności rycerskie, a także podatkowe wobec zakonu niemieckiego, byli – Hermann Schustak i Mikołaj Trebenitz. Niwy w 1570 roku były w posiadaniu czterech Trebniców. W latach 1616–1617 dziedzicem Niw był Samuel Trebnic herbu Poraj. W 1653 część wsi należała do Krzysztofa Kiełpińskiego, a pozostała część do potomków Samuela Żalińskiego. W 1710 Niwy były własnością Potulickich, a od 1749 roku właścicielem był Adam Grabowski- Götzendorf. W 1772 wieś dzierżawił Krzysztof Ratyński, w tym czasie miejscowość liczyła 91 mieszkańców. Istniały we wsi też młyn wodny, karczma oraz tartak. W XVI wieku Niwy były siedzibą parafii  z kościołem filiarnym w Zamartem, w 1617 roku parafia w Niwach utraciła samodzielność i stała się filią parafii Ogorzelińskiej. Kościół w Niwach był drewniany i z czasem uległ zrujnowaniu.